# Placusa vaga
Placusa vaga är en skalbaggsart som beskrevs av Thomas Casey 1911. Placusa vaga ingår i släktet Placusa och familjen kortvingar. Inga underarter finns listade i Catalogue of Life.